# Elias Howe
Elias Howe, Jr. (9 de julho de 1819 — Brooklyn, 3 de outubro de 1867) foi um inventor estadunidense, conhecido pela criação da máquina de costura com ponto fixo.

## Juventude e família
Elias Howe Jr. nasceu em 9 de julho de 1819, filho do Dr. Elias Howe Sr. e Polly (Bemis) Howe em Spencer, Massachusetts. Howe passou a infância e a primeira idade adulta em Massachusetts, onde se tornou aprendiz em uma fábrica têxtil em Lowell, começando em 1835. Após o fechamento de fábricas devido ao Pânico de 1837, ele se mudou para Cambridge, Massachusetts, para trabalhar como mecânico com máquinas de cardar, aprendiz junto com seu primo Nathaniel P. Banks. Começando em 1838, ele se tornou aprendiz na oficina de Ari Davis, um mestre mecânico em Cambridge que se especializou na fabricação e reparo de cronômetros e outros instrumentos de precisão. Foi a serviço de Davis que Howe teve a ideia da máquina de costura.
Casou-se com Elizabeth Jennings Ames, filha de Simon Ames e Jane B. Ames, em 3 de março de 1841, em Cambridge. Eles tiveram três filhos: Jane Robinson Howe (1842–1912), Simon Ames Howe (1844–1883) e Julia Maria Howe (1846–1869).

## Invenção da máquina de costura e carreira
Howe não foi o primeiro a conceber a ideia de uma máquina de costura. Muitas outras pessoas haviam formulado a ideia de tal máquina antes dele, uma já em 1790, e alguns até patentearam seus projetos e produziram máquinas de trabalho, em um caso, pelo menos 80 delas. No entanto, Howe originou refinamentos significativos nos conceitos de design de seus antecessores e, em 10 de setembro de 1846, ele recebeu a primeira patente dos Estados Unidos (Patente dos EUA 4 750) para uma máquina de costura usando um design de ponto fixo. Sua máquina continha as três características essenciais comuns à maioria das máquinas modernas: uma agulha com o olho na ponta, uma lançadeira operando sob o tecido para formar o ponto de travamento e uma alimentação automática.
Um relato possivelmente apócrifo de como surgiu a ideia de colocar o buraco da agulha na ponta está registrado na história da família de sua mãe: "Ele quase se mendigou antes de descobrir onde ficava o buraco da agulha da costura máquina deve ser localizada. É provável que haja muito poucas pessoas que sabem como ela surgiu. Sua ideia original era seguir o modelo da agulha comum e ter o olho no calcanhar. Nunca lhe ocorreu que deveria ser colocado perto do ponto, e ele poderia ter falhado completamente se não tivesse sonhado que estava construindo uma máquina de costura para um rei selvagem em um país estranho. Assim como em sua experiência real de trabalho, ele estava perplexo com o buraco da agulha. Ele pensou o rei deu-lhe vinte e quatro horas para completar a máquina e costurá-la. Se não terminasse naquele tempo, a morte seria o castigo. Howe trabalhou e trabalhou, e confuso, e finalmente desistiu. Então ele pensou que foi retirado para ser executado. Ele notou que os guerreiros carregavam lanças perfuradas perto da cabeça. Instantaneamente veio a solução da dificuldade e, enquanto o inventor implorava por tempo, ele acordou. Eram 4 horas da manhã. Ele pulou da cama, correu para sua oficina e, às 9, uma agulha com um olho na ponta havia sido rudemente modelada. Depois disso foi fácil. Essa é a verdadeira história de um importante incidente na invenção da máquina de costura".
Apesar de garantir sua patente, Howe teve dificuldade considerável em encontrar investidores nos Estados Unidos para financiar a produção de sua invenção, então seu irmão mais velho, Amasa Bemis Howe, viajou para a Inglaterra em outubro de 1846 para buscar financiamento. Amasa conseguiu vender sua primeira máquina por £ 250 para William Thomas de Cheapside, Londres, que possuía uma fábrica de espartilhos, guarda-chuvas e valises. Elias e sua família se juntaram a Amasa em Londres em 1848, mas depois de disputas de negócios com Thomas e a saúde debilitada de sua esposa, Howe voltou quase sem um tostão para os Estados Unidos. Sua esposa Elizabeth, que precedeu Elias de volta aos Estados Unidos, morreu em Cambridge, Massachusetts, logo após seu retorno em 1849.
Apesar de seus esforços para vender sua máquina, outros empresários começaram a fabricar máquinas de costura. Howe foi forçado a defender sua patente em um processo judicial que durou de 1849 a 1854 porque ele descobriu que Isaac Singer, com a cooperação de Walter Hunt, havia aperfeiçoado um fac-símile de sua máquina e a estava vendendo com o mesmo ponto que Howe inventou e patenteou. 
Howe contribuiu com grande parte do dinheiro que ganhou para fornecer equipamentos para a 17ª Infantaria Voluntária de Connecticut do Exército da União durante a Guerra Civil, na qual Howe serviu como soldado da Companhia D. Devido à sua saúde debilitada, ele executou tarefas leves, muitas vezes visto a pé com a ajuda de seu shillelagh, e assumiu a posição de chefe do correio regimental, cumprindo sua pena indo e voltando de Baltimore com notícias de guerra. Ele se alistou em 14 de agosto de 1862 e depois se reuniu em 19 de julho de 1865.

## Envolvimento na invenção do zíper
Howe recebeu uma patente em 1851 para um "Fechamento Automático e Contínuo de Roupas". Talvez por causa do sucesso de sua máquina de costura, ele não tentou comercializá-la a sério, perdendo o reconhecimento que poderia receber de outra forma.

## Vida posterior e legado
Entre 1865 e 1867, Elias fundou a The Howe Machine Co. em Bridgeport, Connecticut, que era operada pelos genros de Elias, os Stockwell Brothers, até cerca de 1886. Entre 1854 e 1871/2, o irmão mais velho de Elias, Amasa Bemis Howe, e mais tarde seu filho Benjamin Porter Howe, como Amasa morreu em 1868, possuía e operava uma fábrica na cidade de Nova York, fabricando máquinas de costura com o nome de Howe Sewing Machine Co., que ganhou uma medalha de ouro na Exposição de Londres de 1862 Então, em 1873, BP Howe vendeu a fábrica e nome da Howe Sewing Machine Co. para a Howe Machine Co., que fundiu as duas empresas. A máquina de costura de Elias Howe ganhou uma medalha de ouro na Exposição de Paris de 1867, e no mesmo ano ele foi premiado com a Légion d'honneur de Napoleão III por sua invenção.
Howe morreu aos 48 anos, em 3 de outubro de 1867, de gota e um grande coágulo de sangue. Foi sepultado no Green-Wood Cemetery, Brooklyn, Nova York. Sua segunda esposa, Rose Halladay, falecida em 10 de outubro de 1890, é enterrada com ele. Singer e Howe eram multimilionários.
Howe foi homenageado com um selo de 5 centavos na série Famous American Inventors emitida em 14 de outubro de 1940.
O filme dos Beatles de 1965 Help! é dedicado à sua memória.
Em 2004 ele foi introduzido no Hall da Fama dos Inventores Nacionais dos Estados Unidos.

## Genealogia
Howe era descendente de John Howe (1602–1680). Howe também era descendente de Edmund Rice, outro dos primeiros imigrantes da Colônia da Baía de Massachusetts. 